# Janghye de Joseon
El rey Janghye fue rey de la Gija Joseon. Reinó desde 1082 hasta 1057 a. C. Su nombre personal era Song (松 / 송). Fue sucedido por Gyeonghyo de Gojoseon. 